# Lucy Desmond
Pour les articles homonymes, voir Desmond.
Lucy Elizabeth Desmond, née le 17 avril 1899 à Lambeth et morte en août 1992 dans le comté de Surrey, est une gymnaste artistique britannique.

## Carrière
Lucy Desmond remporte aux Jeux olympiques d'été de 1928 à Amsterdam la médaille de bronze du concours général par équipes féminin avec Amy Jagger, Carrie Pickles, Annie Broadbent, Jessie Kite, Hilda Smith, Doris Woods, Margaret Hartley, Queenie Judd, Midge Moreman, Ethel Seymour et Ada Smith.